# Žatecké chmelařství v 19. století

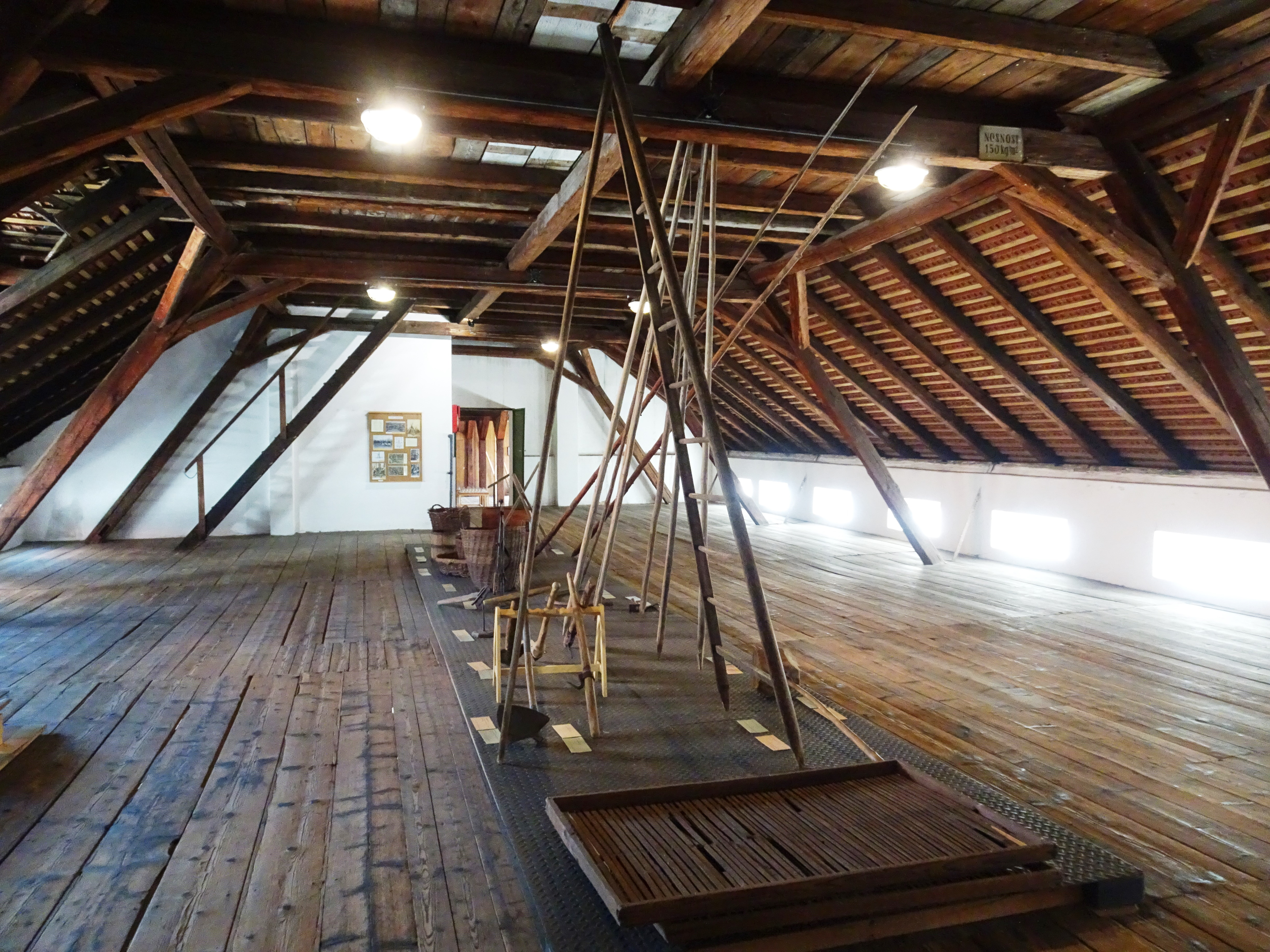
Chmelařské muzeum v Žatci

České chmelařství prošlo v 19. století zásadní proměnou, jež vedla ke vstupu na celosvětový trh a zisku mezinárodní prestiže, kterou doprovázely dlouholeté spory a konkurenční boje.

## Chmelařství v 19. století
Tuzemský chmelařský průmysl ovlivňoval velkou měrou cenu chmele na mezinárodním trhu, která se mnohdy měnila až několikrát do měsíce z důvodu burzovních machinací. Produkce chmelu hrála v ekonomice rakouské monarchie i poválečného Československa tak důležitou roli, že se mu začalo přezdívat „zelené zlato“, přestože Rakousko tento potenciál nevidělo a nijak významně nepodporovalo oproti jiným mocnostem jako Anglie či Německo. Již v 19. století tedy představoval chmel významnou exportní komoditu a tato skutečnost vedla později k československé dominanci ve světovém vývozu chmele.
Jak český, tak celosvětový chmelařský průmysl nabyl na významu díky rostoucí poptávce po pivu zapříčiněné zvýšením životní úrovně, demografickým růstem a zvyšující se mírou urbanizace. To způsobilo přechod tohoto odvětví od řemeslné výroby k průmyslové produkci, které se však čeští chmelaři dlouho bránili kvůli svým konzervativním názorům. Svou světovou pověst si získal český chmel především prvotřídní kvalitou a charakteristickou chutí. Tento vzestup však s sebou přinesl i řadu nesnází, se kterými se muselo české chmelařství vypořádat.

## Problémy českého chmelařství
Jedním z hlavních problémů českého chmelařství bylo falšování a vydávání zahraničního chmele za ten český. Zejména německé a židovské firmy profitovaly ze zneužívání proslulé pověsti českého chmele. Praktikovalo se míchání méně kvalitního zahraničního chmele s českým, což snižovalo jeho hodnotu či dokonce úplné vydávání cizího chmele za ten český.
Neméně závažné důsledky mělo nelegální vyvážení chmelařské sádě, jenž trápily české chmelaře již od poloviny 17. století. Tyto nekalé praktiky obchodníků vyvážejících chmel nejen že poškodily pověst českého chmelařství, ale na léta mu zamezily cestu do Anglie, kde byl o český chmel původně velký zájem. Tuto problematiku se rozhodl vyřešit první významný český chmelařský odborník František Olbricht, který stanovil sedm pravidel, které měly podvodům zabránit. Jedno z pravidel pojednávalo např. o povinnosti lisovat chmel do žoků a beden, aby se lépe uchoval a nemohl se tak snadno falšovat. Ze strany vlády byly jako ochranné opatření zavedeny známkovny chmelu, jež zamezovaly znehodnocování chmelu.

## Chmelařský spolek
V Žatci se rozhodli jedno z těchto pravidel uskutečnit a roku 1833 tamější pěstitelé založili Chmelařský spolek, který v prostorách radnice známkoval chmel. Náležitě zaplombován byl však pouze městský chmel. Se zvyšujícím se exportem chmele v následujících letech bylo potřeba rozšířit prostor pro odbavování chmele, tyto požadavky bohužel magistrát města Žatce zamítl. Prostory na radnici podle magistrátu byly dostačující. Z důvodu neochoty městské správy byl předložen návrh, aby potřebné prostory a zařízení pro známkování vystavěla a zařídila soukromá osoba, která by jej následně pronajala Chmelařskému spolku. Tento návrh byl razantně zamítnut žateckým magistrátem, neboť mu z poplatků za využívání prostor radnice plynuly nemalé příjmy.
Roku 1846 byl v Norimberku založen chmelařský trh, který podle domněnek Žateckých nebyl důvodem k obavám, avšak následující tři roky je začaly vyvádět z omylu, protože za tuto relativně krátkou dobu dosáhl norimberský trh stejné úrovně jako žatecký. V dalším desetiletí byly v Norimberku vystaveny budovy a sklady vyhovující celosvětovému obchodu. Tato skutečnost vedla k převaze Norimberského trhu, odkud se začaly diktovat světové ceny chmele včetně toho žateckého. Ani tato neutěšená situace, jež ohrožovala pozici Žatce, nepřiměla městskou správu ke zlepšení stavu žatecké tržnice.
V roce 1861 žatecký Chmelařský spolek zakoupil starou sladovnu, upravil ji pro potřeby tržnice a založil zde známkovnu, kde se stejně jako v radniční známkovně chmel netřídil dle kvality, nýbrž podle oblasti vypěstování. Chmel byl rozdělen do tří kategorií: městský, okresní a krajský. Neprávem byl lépe hodnocen městský chmel. To se nelíbilo okresním a krajským pěstitelům žatecké oblasti a vedlo to k dlouhodobým konfliktům, jež na úkor úzkého okruhu městských pěstitelů a města Žatce poškozovaly chmelařský průmysl jako celek. Tyto známkovny fungovaly ve spolupráci s magistrátem města Žatce, který známkovnám dodával právní kompetenci podle níž musel veškerý chmel z žatecké oblasti putující na celosvětový trh mít adekvátní označení respektive chmelařskou známku města Žatce. Tyto spory mezi pěstiteli, obchodníky celé žatecké oblasti a magistrátem města Žatce způsobily úplný rozpad žateckého trhu v roce 1878.
Dalším problémem byl konkurenční boj českého chmele s chmelem německým (přesněji bavorským), anglickým a později i americkým. Během 19. století došlo ve světě k mnoha agrárním krizím, kvůli kterým se snižovala výměra chmelnic, avšak českých zemí se tyto krize nedotkly tak citelně, což dovolilo zachovat či dokonce rozšířit (v 70. letech 19. století) původní rozměry chmelnic. V druhé polovině 19. století se zefektivnil průběh výroby piva, díky kterému bylo potřeba méně chmelu a proto se zachování původních rozměrů stalo ztrátovým.
Všechny tyto komplikace se staly brzdícím faktorem v rozvoji českého chmelařství.

## Žatec

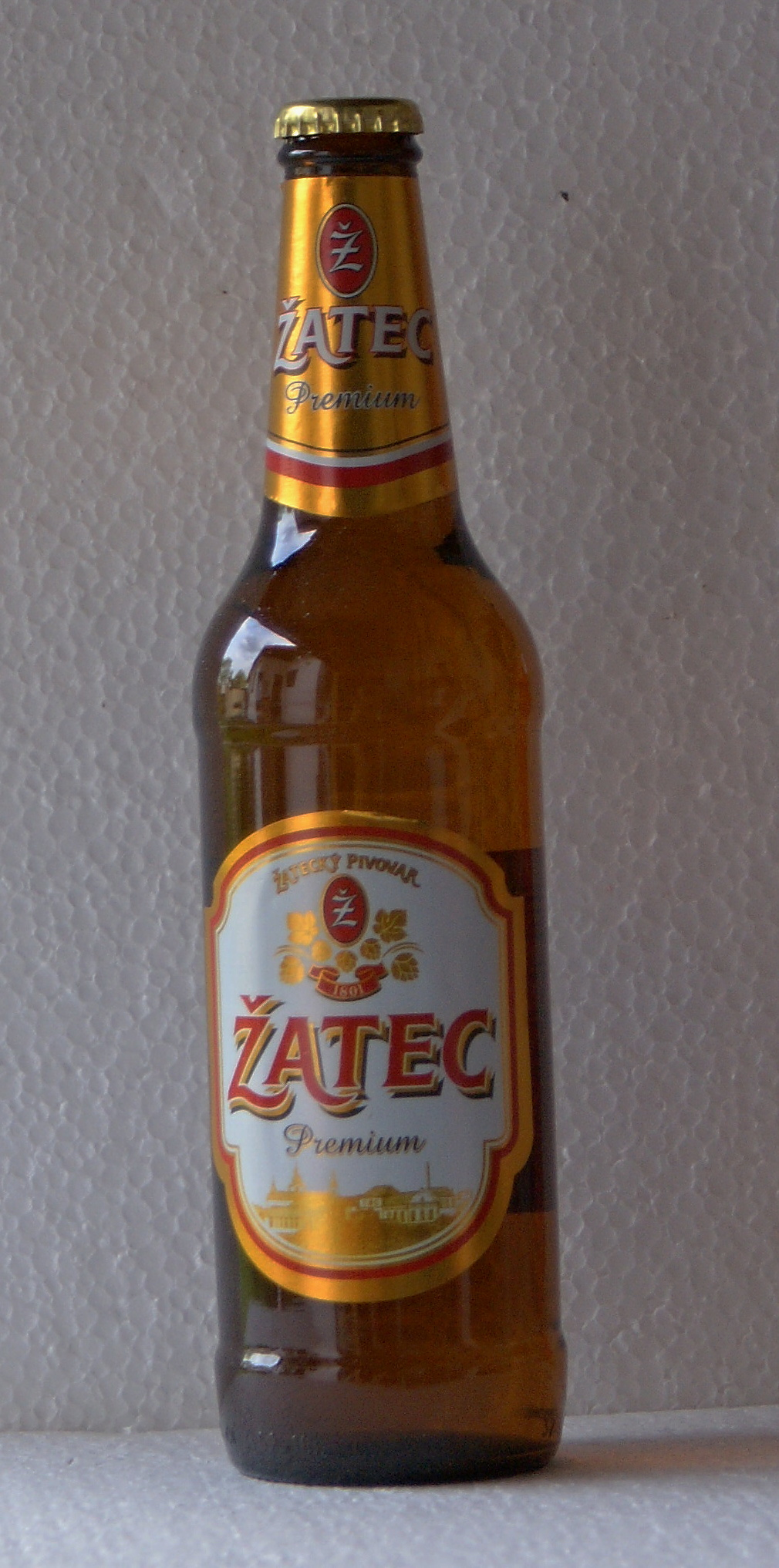
Žatecké pivo

Žatec je neodmyslitelně spojen s pěstováním chmele na českém území. Žatecká oblast disponovala příznivými podmínkami pro pěstování této plodiny ve velmi vysoké kvalitě, která byla ve světě obdivována a zároveň nenáviděna. Charakteristickou odrůdou pro Žatec se stal Žatecký červeňák, jenž je dodnes nejznámější odrůdou chmele na světě. V 19. století docházelo ke spontánnímu zušlechťování negativním výběrem (odstraňování nemocných, neplodných a jinak nevhodných rostlin) této odrůdy. Až v 50. letech 19. století se pak díky Kryštofu Semši z Vrbice na Roudnicku začal uplatňovat pozitivní výběr chmele rozmnožením výrazně plodných rostlin chmele.
Žatec přispěl i do způsobu pěstování chmele, neboť zde byla vynalezena v 80. letech 19. století drátěnka, na které byl chmel pěstován. Do té doby se používaly dřevěné kůly s omezenou životností a jejich výměna byla pro pěstitele velmi nevýhodná. Drátěnka umožňovala nasazení potažní síly a odklon od ručních prací ve chmelnicích. Spolu s drátěnkou byly ke konci zavedeny nové nástroje pro práci na chmelnici např. nástroje na zavěšování chmelovodičů, různé háčky, tyčky a vázací ústrojí.
Dalším zdokonaleným prvkem byly sušárny chmele. Do 80. let 19. století se chmel sušil na lískách a podlahách přirozeným teplem ve všech využitelných prostorách zemědělských závodů. Koncem 19. století se na Žatecku rozšířily provazové závěsy s oky na lísky uspořádané nad sebou jako ve stojanech. Zmodernizovány byly také balírny chmele, byly vybaveny mechanickými hřebenovými lisy z Německa, k jejich pohonu se používaly čtyřdobé plynové motory také dovážené z průmyslově vyspělejšího Německa.
Od 70. let byla zvyšující se spotřeba piva impulzem k rozšiřování chmelnic a to až do počátku 20. století. Tato tendence byla doprovázena výstavbou skladů, balíren a komínů v posledním desetiletí devatenáctého století, tehdy byla Žatci vtisknuta jeho charakteristická podoba chmelařské metropole. Celý technický vývoj Žatce závisel na chmelu, např. železniční spojení s Prahou bylo podmíněno produkcí chmele.
Žatecký chmel představoval nejkvalitnější chmel na světě a pomohl nejen k rozvoji chmelařských lokalit, nýbrž i k rozvoji státního hospodářství a v českém chmelařském průmyslu hrál nejvýznamnější roli.